# 尼瓢蜡蝉属
尼瓢蜡蝉属（学名：Nilalohita）是瓢蜡蝉科下的一个属。

## 下属物种
本属包括以下物种：
- 海南尼瓢蜡蝉 Nilalohita hainana [2]